# Малюшичский сельсовет
Малюшичский сельсовет (бел. Малюшыцкі сельсавет) — административная единица на территории Кореличского района Гродненской области Белоруссии. Административный центр — агрогородок Малюшичи.

## История
В 2008 году уточнены наименования сельских населённых пунктов Кореличского района — Большие Туполы, Малые Туполы, Новосёлки, Ровины.
29 ноября 2011 года упразднена деревня Селище.

## Состав
Малюшичский сельсовет включает 26 населённых пунктов:
- Барановичи — деревня.
- Белая — деревня.
- Большие Туполы — деревня.
- Волца — деревня.
- Горные Рутковичи — деревня.
- Долгиново — деревня.
- Заболотье — деревня.
- Заречье — деревня.
- Качичи — деревня.
- Лукошин — деревня.
- Людвики — деревня.
- Малые Туполы — деревня.
- Малюшичи — агрогородок.
- Молодово — деревня.
- Мошевичи — деревня.
- Новосёлки — деревня.
- Новые Рутковичи — деревня.
- Околица — деревня.
- Полужье — агрогородок.
- Ровины — деревня.
- Рудники — деревня.
- Саваши — деревня.
- Сервечь — деревня.
- Скорово — деревня.
- Сапотница — деревня.
- Яруга — деревня.